# Veliki studenčar
Veliki studenčar (znanstveno ime Cordulegaster heros) je vrsta raznokrilega kačjega pastirja, največji predstavnik rodu Cordulegaster ter eden največjih kačjih pastirjev v Evropi. V dolžino doseže 77–84 mm (samec) oziroma 88–96 mm (samica). Naseljuje gozdne potoke. Letalna sezona traja od junija do avgusta. V jugovzhodni Evropi je endemičen.
Poznamo dve podvrsti in sicer C. heros ssp. heros, ki jo najdemo v Avstriji, Sloveniji, Srbiji in na Madžarskem, ter C. heros ssp. pelionensis, ki domuje v Grčiji, Albaniji in Bolgariji. V Sloveniji je uvrščena na Rdeči seznam in sodi med ranljive vrste (VU).
V starejši slovenski literaturi so avtorji uporabili tudi druga slovenska imena, npr. tudi prodni studenčar, ki danes pripada drugi vrsti.